# Балак (диалект)
Ба́лак (пол. Bałak) — жаргон, социальный диалект польского языка, распространённый в городах Галичины в конце XIX — первой половине XX века.
Употребляется менее образованными поляками Дрогобыча, Борислава и других городов Галичины. Характерная черта балака — насыщенность лексики украинскими словами (общеукраинскими и диалектными) и большое влияние украинской фонетики («chlib» вместо «chleb», «h» вместо «g» во многих словах и другими). С украинским городским диалектом балак имеет также общее заимствование немецких слов, особенно связанных с австрийскими реалиями в администрации, экономике, военном быту. Во многих случаях балак превращался в смешанный польско-украинский говор, особенно когда им пользовались люди украинского происхождения. Стилизация под балак была главным средством индивидуализации текста произведений некоторых польских прозаиков из Западной Украины (Анджей Хцюк,) и авторов юмористически-лирических стихотворений и текстов песен (Марьян Хемар). Отчасти из польской литературы, а частично из говора львовских украинцев старшего поколения элементы балака, в последнее время, заимствуют отдельные львовские украинские писатели (Юрий Винничук).
Некоторые источники относят львовский говор к балаку, но львовский говор отличается от балака разнообразностью заимствований: балак сформирован в результате украинских заимствований в польский язык, а основой для львовского говора служит смесь польского, украинского, немецкого и идиша. То есть, несмотря на одинаковые причины формирования, балак и львовский говор имеют разные основы, а также существенно отличаются друг от друга.